# Lijst van Stolpersteine in Venray

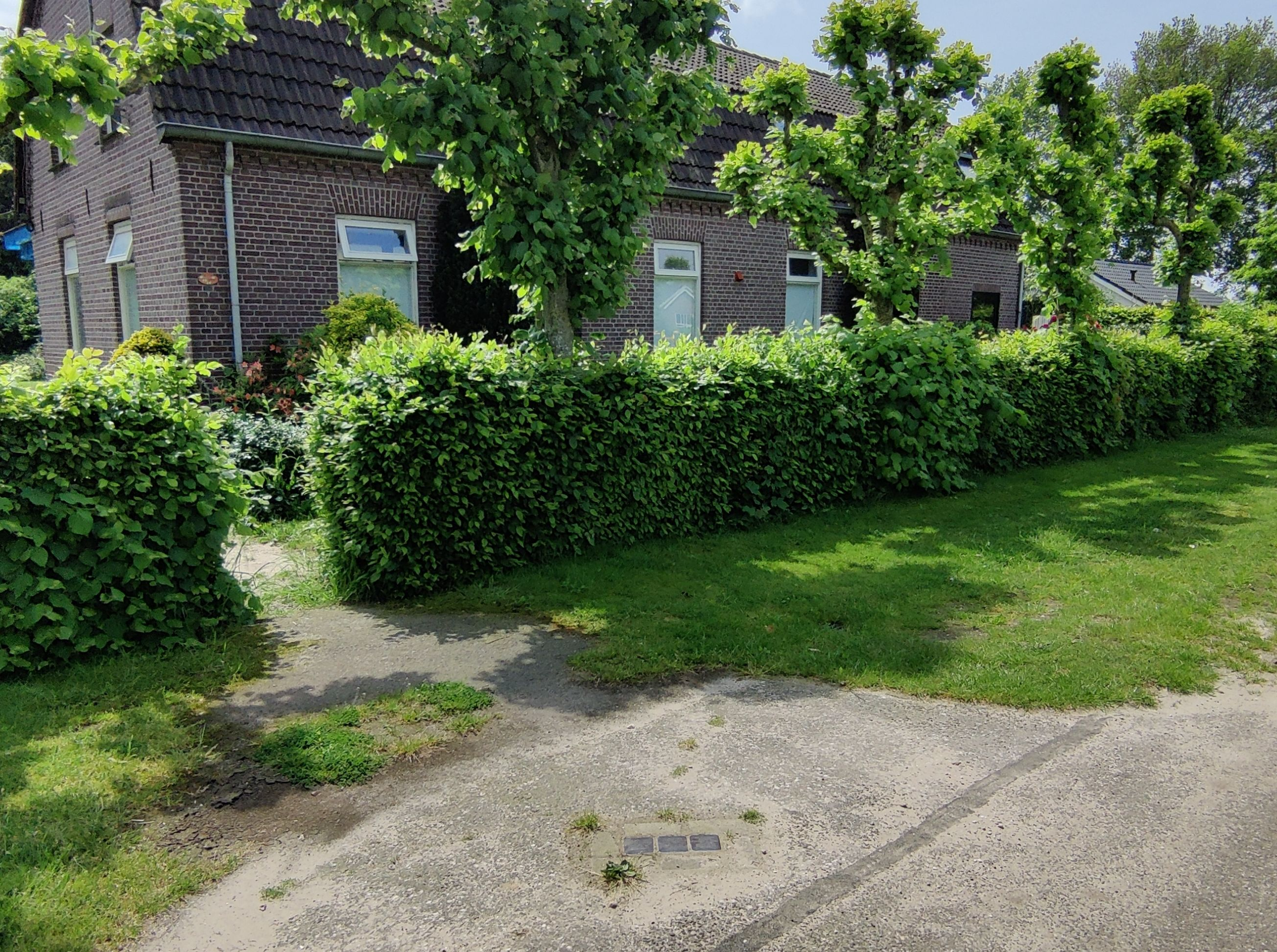
Stolpersteine voor de familie Franken in Castenray

De lijst van Stolpersteine in Venray geeft een overzicht van de gedenkstenen die in de gemeente Venray in de Nederlandse provincie Limburg zijn geplaatst in het kader van het Stolpersteine-project van de Duitse beeldhouwer-kunstenaar Gunter Demnig. Omdat het Stolpersteine-project doorloopt, kan deze lijst onvolledig zijn.

## Stolpersteine
In de gemeente Venray liggen tien Stolpersteine: drie in Castenray, vijf in Oirlo en twee in Venray.

### Castenray
In Castenray liggen drie Stolpersteine op een adres.
| Afbeelding | Inscriptie                                                                                        | Adres                      | Herdachte persoon                   |
| ---------- | ------------------------------------------------------------------------------------------------- | -------------------------- | ----------------------------------- |
|            | HIER ONDERGEDOKEN ABRAHAM FRANKEN GEB. 1896 GEDEPORTEERD 1944 VERMOORD 15-3-1945 MIDDEN-EUROPA    | Klein Oirlo 16 Kaart (OSM) | Abraham Franken (1896–1945)         |
|            | HIER ONDERGEDOKEN HEIJMAN KAREL FRANKEN GEB. 1934 GEDEPORTEERD 1944 VERMOORD 6-9-1944 AUSCHWITZ   | Klein Oirlo 16 Kaart (OSM) | Heijman Karel Franken (1934–1944)   |
|            | HIER ONDERGEDOKEN JOHANNA FRANKEN-WEIJAND GEB. 1895 GEDEPORTEERD 1944 VERMOORD 6-9-1944 AUSCHWITZ | Klein Oirlo 16 Kaart (OSM) | Johanna Franken-Weijand (1895–1944) |

### Oirlo
In Oirlo liggen vijf Stolpersteine op vier adressen.
| Afbeelding | Inscriptie                                                                                      | Adres                      | Herdachte persoon                |
| ---------- | ----------------------------------------------------------------------------------------------- | -------------------------- | -------------------------------- |
|            | HIER ONDERGEDOKEN ELLY HARTOGS GEB. 1933 GEDEPORTEERD 1944 VERMOORD 6-9-1944 AUSCHWITZ          | Boddenbroek 13 Kaart (OSM) | Elly Hartogs (1933–1944)         |
|            | HIER ONDERGEDOKEN SARA HEIMANN GEB. 1933 GEDEPORTEERD 1944 VERMOORD 6-9-1944 AUSCHWITZ          | Boddenbroek 16 Kaart (OSM) | Sara Heimann (1933–1944)         |
|            | HIER ONDERGEDOKEN FREDDY SCHULER GEB. 1901 GEDEPORTEERD 1944 VERMOORD 30-9-1944 BLECHHAMMER     | Hoofdstraat 36 Kaart (OSM) | Freddy Schuler (1901–1944)       |
|            | HIER ONDERGEDOKEN DORA SCHULER- PACHTER GEB. 1904 GEDEPORTEERD 1944 VERMOORD 6-9-1944 AUSCHWITZ | Hoofdstraat 36 Kaart (OSM) | Dora Schuler-Pachter (1904–1944) |
|            | HIER ONDERGEDOKEN MICHAEL WEIJAND GEB. 1910 GEDEPORTEERD 1944 VERMOORD 30-4-1945 VAIHINGEN      | Ericaweg 7 Kaart (OSM)     | Michael Weijand (1910–1945)      |

### Venray
In Venray liggen twee Stolpersteine op twee adressen.
| Afbeelding | Inscriptie                                                                              | Adres                      | Herdachte persoon         |
| ---------- | --------------------------------------------------------------------------------------- | -------------------------- | ------------------------- |
|            | HIER ONDERGEDOKEN DUIFJE GANS GEB. 1933 GEDEPORTEERD 1944 VERMOORD 6-9-1944 AUSCHWITZ   | Stationsweg 9 Kaart (OSM)  | Duifje Gans (1934–1944)   |
|            | HIER ONDERGEDOKEN EMANUEL STAAL GEB. 1875 GEDEPORTEERD 1944 VERMOORD 6-9-1944 AUSCHWITZ | Stationsweg 46 Kaart (OSM) | Emanuel Staal (1875–1944) |

## Data van plaatsingen
- 8 oktober 2019